# Das Totenschiff (Oper)
Das Totenschiff ist das zweite Bühnenwerk des österreichischen Komponisten Oskar Aichinger und der österreichischen Librettistin Kristine Tornquist aus dem Jahr 2018 in Zusammenarbeit mit dem sirene Operntheater Wien. Die Geschichte entstammt der gleichnamigen Erzählung Das Totenschiff von B. Traven.

## Handlung

### Erster Akt
Der amerikanische Seemann Gale nimmt einen Vorschuss und verlässt in Antwerpen die Tuscaloosa, um einen Abend an Land zu verbringen. Er betrinkt sich und übernachtet bei einem Mädchen.
Am Morgen hat sein Schiff den Hafen bereits nach New Orleans verlassen und mit ihm sind Gales Papiere fort. Nun erfährt er, dass ein Mensch ohne Papiere als „Staatenloser“ kein Existenzrecht hat. Man will ihn nicht anheuern lassen ohne Seekarte – und ihm die neue Seekarte, die er bräuchte, nicht ausstellen, da er nicht beweisen kann, wer er ist.
Von der belgischen Polizei wird er heimlich nach Holland abgeschoben, um ihn und sein Problem loszuwerden. Er kommt bis nach Rotterdam. Er will auf einem Schiff zurück in die USA anheuern, doch wieder nimmt ihn niemand ohne Seekarte. Am amerikanischen Konsulat fühlt sich niemand für ihn zuständig. Er bettelt sich durch, bis er wieder verhaftet wird – die Holländer wollen ihn ebenso klandestin zurück nach Belgien abschieben.
An der Grenze unentschieden, in welchem Land er gegen das Gesetz verstoßen soll, spaziert er an der Grenzlinie entlang, bis er erst von belgischen Grenzpolizisten und kurz darauf von holländischen verwiesen wird.
Diesmal hat er zwar in Rotterdam Glück, als blinder Passagier kommt er nach Boulogne – doch dort landet er im Gefängnis. Nach einiger Zeit im Arbeitslager entlässt man ihn und rät ihm, schleunigst das Land zu verlassen.
In Paris macht er einen weiteren vergeblichen Versuch beim Konsulat. Im Zug Paris–Toulouse wird er ohne Fahrkarte ertappt, verhaftet und soll innerhalb von vierzehn Tagen Frankreich verlassen. Nun gibt er sich als Deutscher aus.
Vor der deutschen Grenze gerät er in eine Militärzone, wird festgehalten und nach dem Kriegsgrenzgesetz zum Tode verurteilt. Doch der vermeintlich deutsche Spion wird vom eintreffenden Kommandanten als deutscher Kommunist enttarnt, begnadigt und nach Spanien gebracht.

### Zweiter Akt
In Barcelona findet er endlich einen Skipper, der ihn ohne Papiere nimmt. Er heuert also auf der Yorikke an, einer Ruine von einem Schiff. Der Vertrag mit dem Skipper ist hart, der Lohn schlecht und die Bedingungen unmenschlich. Die meisten Männer an Bord sind wie er staatenlos. Er wird zum Ägypter erklärt und ab nun Pippip (Habibi) genannt.
Er arbeitet als Heizer, eine Arbeit, die auf dem schadhaften Schiff lebensgefährlich ist. Doch mit seinem Heizerkollegen Stanislaw schließt er Freundschaft. Die Yorikke fährt in keinen Hafen ein, sondern löscht ihre Ladung auf See, daher gibt es für Gale über Monate keine Möglichkeit, von Bord zu gehen, er ist auf dem Schiff gefangen.
Er entdeckt, dass Waffen als Schmuggelware geladen sind. Erst nach einem schweren Unfall im Kessel ergibt sich für Stanislaw und ihn eine Gelegenheit, die Yorikke zu verlassen und an Land zu gehen.
Sie heuern auf der Empress of Madagaskar an. Erfahrene Seeleute warnen ihn – „die Empress fährt Seemanns-Engelchen“ –, doch er will davon nichts hören. Sie ist ein junges, blitzblankes Schiff, die Heuer ist gut und alles scheint vielversprechend. Als er schließlich begreift, dass das Schiff ein Versicherungsfall ist, das seinen Zweck für die Compagnie am besten erfüllt, indem es kentert, ist es für ihn bereits zu spät.
Die Empress fährt an ein Riff auf und kentert unter den Brechern. Er und Stanislaw sind die einzigen, die sich eine Weile auf dem geborstenen Schiff retten können, bis Stanislaw den Verstand verliert und sich ins Wasser stürzt. Gale sieht, wie sein Freund untergeht. Gales Schicksal bleibt offen.

## Gestaltung

### Szenenfolge
Erster Akt
- 1. Vorspiel. Landurlaub in Antwerpen
- 2. Ohne Papiere am Hafen von Antwerpen
- 3. Beim amerikanischen Konsul in Rotterdam
- 4. Zwischen den Grenzen
- 5. Frankreich
- 6. Entlassung aus der Arbeitsfron

Zweiter Akt
- 7. Die Yorikke
- 8. Die Arbeit auf der Yorikke
- 9. Die Fracht der Yorikke – Vor der Küste von Marokko
- 10. Abmusterung
- 11. Im Hafen von Dakar
- 12. Auf der Empress of Madagaskar
- 13. Finale. Der Untergang

## Werkgeschichte
Der Uraufführung fand am 24. November 2018 im Reaktor in Wien statt. In einer Koproduktion des sirene Operntheaters mit dem Festival Wien Modern folgten dort weitere fünf Vorstellungen in der Uraufführungsreihe.
Die musikalische Leitung übernahm Jury Everhartz, Regie führte Kristine Tornquist.
Sängerinnen und Sänger
- Gernot Heinrich (Gale)
- Romana Amerling (Das Schicksal)
- Johann Leutgeb (Stanislaw)
- Bernhard Landauer (Countertenor)
- Richard Klein (Tenor)
- Clemens Kölbl (Bariton)
- Horst Lamnek (Bassbariton)

Leading Team
- Kristine Tornquist (Regie)
- Jury Everhartz (musikalische Leitung)
- Mirjam Mercedes Salzer (Bühne)
- Nora Scheidl (Kostüm)
- Max Kaufmann (Video und Animationen)
- Isabella Gajcic (Maske)
- Edgar Aichinger (Licht und Ton)